# Рудка (Чернівецький район)
Ру́дка —  село в Україні, у Веренчанській сільській громаді Чернівецького району Чернівецької області.

## Історія
З 24 серпня 1991 року Рудка в складі незалежної України.
12 червня 2020 року, в ході децентралізації, село увійшло до Веренчанської сільської громади.
17 липня 2020 року, в результаті адміністративно-територіальної реформи та ліквідації Заставнівського району, село увійшло до складу Чернівецького району.

## Населення
Згідно з переписом УРСР 1989 року чисельність наявного населення села становила 206 осіб, з яких 92 чоловіки та 114 жінок.
За переписом населення України 2001 року в селі мешкало 211 осіб. 100 % населення вказало своєю рідною мовою українську мову.